# Haval Raptor
Haval Raptor (猛龙; Haval Menglong) — компактный внедорожник, выпускаемый с 2023 года компанией Haval — внедорожным подразделением Great Wall Motors.

## Описание
Представляет собой дальнейшее развитие Haval Dargo, в отличие от которого, задняя дверь распашная (вместо подъёмной).
После того, как Министерство промышленности и информационных технологий Китая опубликовало первоначальную информацию о транспортном средстве с внутренним кодом B26 в июне 2023 года, Raptor был официально представлен в августе 2023 года. 
Автомобиль поступил в продажу на китайском рынке 10 октября 2023 года. В Китае машина продается за 160 тыс. юаней (чуть больше 2 млн руб.), в Россию официально не поставляется, но в конце 2023 года «серыми» дилерами во Владивостоке предлагался по цене от 3,8 млн руб.

## Технические характеристики
Raptor, как и Dargo, имеет гибридную установку Hi4, которая ранее была представлена на Haval Ruge Max. Базовая модель оснащается литий-железо-фосфатным аккумулятором ёмкостью 19,1 кВт·ч и двигателем мощностью 278 кВт (378 л. с.), тогда как топовая версия оснащена литий-железо-фосфатным аккумулятором ёмкостью 27,5 кВт·ч и двигателем мощностью 282 кВт (383 л. с.).
Дорожный просвет автомобиля составляет 20 см, глубина преодолеваемого брода — 56 см. Угол въезда составляет 24 градуса спереди и 30 градусов сзади.